# Montague (Massachusetts)
Montague – miasto w Stanach Zjednoczonych, w stanie Massachusetts, w hrabstwie Franklin.